# Чиж червоний
Чиж червоний (Carduelis cucullata) — вид горобцеподібних птахів родини В'юркові (Fringillidae). Птах поширений на півночі Колумбії та Венесуели. Популяція на острові Тринідад вимерла у 1960-х роках. Загальна популяція виду оцінюється до 6000 пар. Населяє зарості чагарників та відкриті ліси, може гніздитись у вторинних лісах. У гнізді висиджує 3 зеленкуватих яйця. Тіло завдовжки 10 см.

## Загрози та охорона
Цих птахів щорічно тисячами відловлювали для продажу колекціонерам-любителям. З 1947 року вогненні чижі зникли в Колумбії, з 1960 року не спостерігаються на Тринідаді, а у Венесуелі в період гніздування їх можна зустріти тільки у віддалених від селищ і доріг гірських районах. В 2003 році була відкрита популяція з декількох тисяч птахів на півдні Гаяни. Хоча формально в Венесуелі вогненний чиж знаходиться під охороною закону і включений в Додаток I CITES, висока вартість цих птахів на чорному ринку сприяють нелегальному вилову їх для подальшого експорту.